# Болотные тиранны
Болотные тиранны (лат. Knipolegus) — род воробьиных птиц из семейства тиранновых. Представители рода обитают в Южной Америке.
Род был создан немецким зоологом Фридрихом Бойе в 1826 году. В качестве типового вида он предложил Knipolegus cyanirostris.
Название рода образовано от древнегреческих слов knips (что означает «насекомое») и legō («выковыривать»).

## Описание
Птицы длиной 13—21 см. Обитают преимущественно в лесах. Самцы всех видов, за исключением одного, в основном чёрные или серые, самки коричневые и часто с полосками.

## Классификация
Международный союз орнитологов относит к роду 12 видов птиц:
- Knipolegus aterrimus Kaup, 1853 — Белокрылый болотный тиранн
- Knipolegus cabanisi Schulz, 1882 — Болотный тиранн Кабаниса
- Knipolegus cyanirostris (Vieillot, 1818) — Синеклювый болотный тиранн
- Knipolegus franciscanus E. Snethlage, 1928
- Knipolegus hudsoni P. L. Sclater, 1872 — Гудзонов чёрный тиранн
- Knipolegus lophotes F. Boie, 1828 — Хохлатый болотный тиранн
- Knipolegus nigerrimus (Vieillot, 1818) — Короткохохлый болотный тиранн
- Knipolegus orenocensis Berlepsch, 1884 — Оринокский болотный тиранн
- Knipolegus poecilocercus (Pelzeln, 1868) — Амазонский чёрный тиранн
- Knipolegus poecilurus (P. L. Sclater, 1862) — Рыжехвостый болотный тиранн
- Knipolegus signatus (Taczanowski, 1875)
- Knipolegus striaticeps (d'Orbigny & Lafresnaye, 1837)